# EO MKA
EO MKA (en russe : ЭО МКА pour Экспериментальный Орбитальный Малый Космический Аппарат : « Petit vaisseau spatial orbital expérimental ») ou EMKA sont une série de petits satellites de reconnaissance optiques russes lancés à partir de 2018. La charge utile de ces satellites de 150 kilogrammes est constituée par une caméra fournie par société OAO Peleng (Biélorussie) qui produit des images panchromatiques ayant une résolution spatiale de 0,9 mètre. Ces satellites développés par la société russe VNIIEM sont, dit-on, inspirés de la série des satellites commerciaux américains Skysat 1.
EO-MKA seraient les prototypes d'une famille de satellites de reconnaissance optique de plus grande taille baptisée MKA-V (ou peut-être Razbeg) qui pourrait fournir des images ayant une résolution spatiale améliorée à des fins civiles ou militaires.

## Liste des lancements
Les satellites de la série ont été placés sur une orbite basse (300 km) polaire (inclinaison orbitale de 96,3°) :
- Cosmos 2525, lancé le 29 mars 2018 par une fusée Soyouz 2.1v[2]. Il est retombé sur Terre trois ans plus tard le 1er avril 2021. Il n'est cependant pas inclus dans la nomenclature qui commence à partir des exemplaires suivants[3].
- Cosmos 2551, placé en orbite le 9 septembre 2021 par une fusée Soyouz 2.1v. Il n'a pas donné de signe d'activité en orbite et est retombé sur Terre le 20 octobre 2021.
- Cosmos 2555, également appelé MKA-R, a été lancé par la première fusée Angara 1.2 le 29 avril 2022. Il n'a donné aucun signe d'activité en orbite, soit parce qu'il est tombé en panne soit parce qu'il s'agissait d'une maquette inerte. Il est retombé sur Terre moins d'un mois plus tard, le 18 mai 2022[4].
- Cosmos 2560, lancé le 15 octobre 2022 par une fusée Angara 1.2[5]. Il n'a donné aucun signe d'activité en orbite. Il est retombé sur Terre le 10 décembre 2022[6].

| Nom                                | Date de lancement | Site de lancement  | Lanceur     | NSSDC ID  | Remarques | Statut |
| ---------------------------------- | ----------------- | ------------------ | ----------- | --------- | --------- | ------ |
| Cosmos 2525 (Razdan-N)             | 29 mars 2018      | Plesetsk Site 43/4 | Soyouz 2.1v | 2018-028A |           | Succès |
| Cosmos 2551 (EO-MKA #1 ?)          | 9 septembre 2021  | Plesetsk Site 43/4 | Soyouz 2.1v | 2021-081A |           | Succès |
| Cosmos 2555 (EO-MKA #2 ?, MKA-R ?) | 29 avril 2022     | Plesetsk Site 35/1 | Angara 1.2  | 2022-044A |           | Succès |
| Cosmos 2560 (EO-MKA #3 ?, MKA-R ?) | 15 octobre 2022   | Plesetsk Site 35/1 | Angara 1.2  | 2022-135A |           | Succès |
| Cosmos 2568 (EO-MKA #4 ?)          | 29 mars 2023      | Plesetsk Site 43/4 | Soyouz 2.1v | 2023-045A |           | Succès |